# Кимберли (Западна Вирџинија)
Кимберли (енгл. Kimberly) насељено је место без административног статуса у америчкој савезној држави Западна Вирџинија.

## Демографија
По попису из 2010. године број становника је 287.
| Група             | 2000.    | 2010.       |
| Белци             | 0 (0,0%) | 258 (89,9%) |
| Афроамериканци    | 0 (0,0%) | 15 (5,2%)   |
| Азијати           | 0 (0,0%) | 4 (1,4%)    |
| Хиспаноамериканци | 0 (0,0%) | 3 (1,0%)    |
| Укупно            | 0        | 287         |